# Audi 80 B1
Der Audi 80 B1 (interne Bezeichnungen: Typ 80, ab 1976: Typ 82) ist eine Limousine der Audi NSU Auto Union AG und kam im Frühsommer 1972 als Nachfolger des Audi F103 auf den deutschen Markt. Erst im März 1973 stellte Audi ihn offiziell auf dem Genfer Auto-Salon vor. Der Audi 80 lieferte auch die Basis für den ab Mai 1973 angebotenen VW Passat, der nur mit Schrägheck und als Kombi gebaut wurde.
Der zwei- oder viertürige Wagen mit einem längs eingebauten Vierzylinder-Ottomotor und Frontantrieb wurde im Spätsommer 1978 vom Audi 80 B2 mit gleicher Technik abgelöst.

## Modellgeschichte

### Typ 80 (1972–1976)

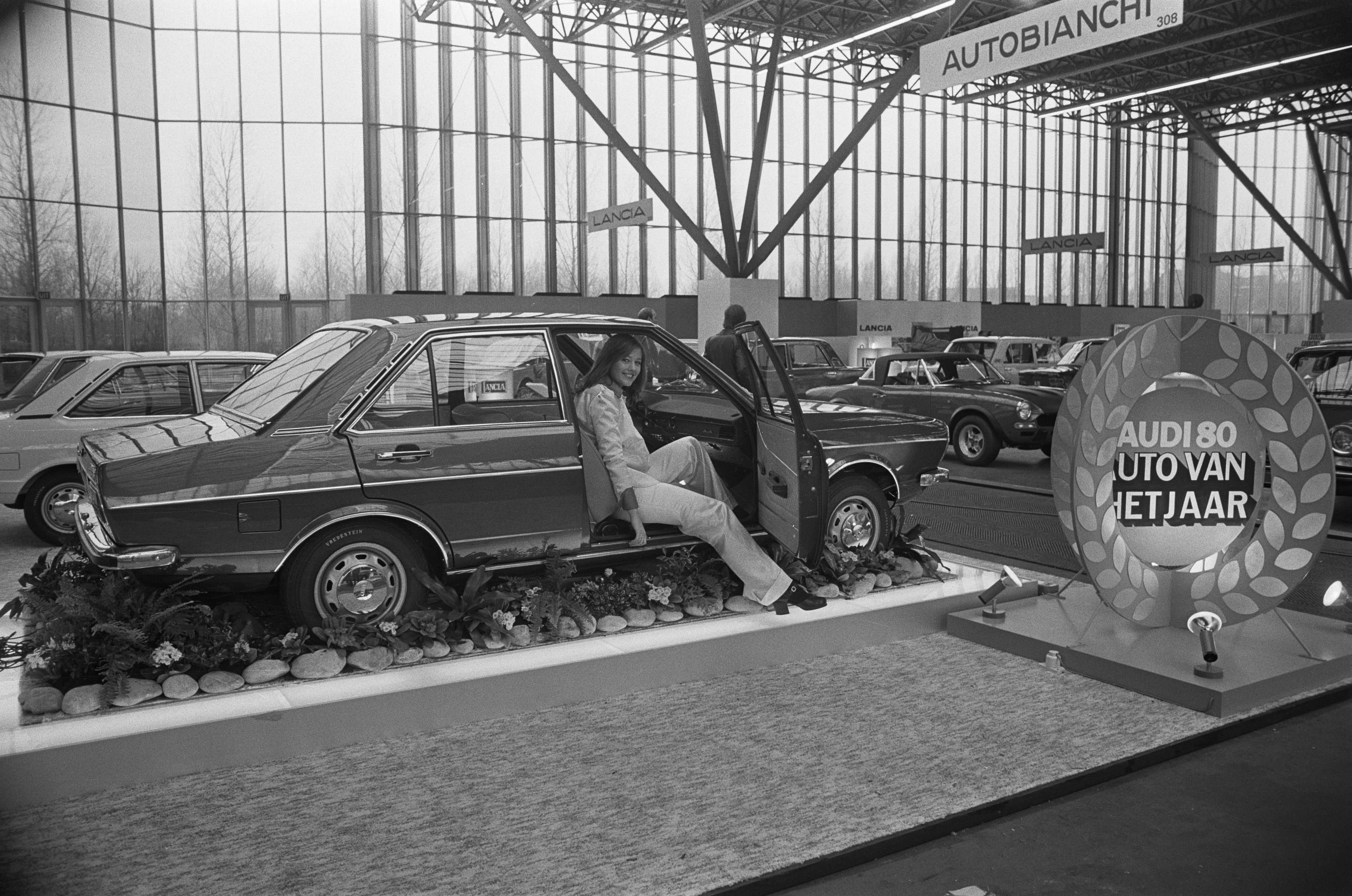
Audi 80 B1 auf der RAI 1973

Der erste Audi 80 (interne Bezeichnung Typ 80) wurde im Januar 1968 als Projekt EA838 unter Leitung von Ludwig Kraus initiiert, drei Jahre nach der F103-Serie, und kam im Juni 1972 in den Handel. Ziel war ein moderner Nachfolger für den veralteten DKW-basierten F103 mit 2-Takt-Motoren. Das Projekt lief parallel zur Entwicklung des Käfer-Nachfolgers und des späteren VW Passat, weshalb Kosten durch gemeinsame Komponenten, insbesondere den EA827-Motor, gesenkt werden konnten. Die Pressevorstellung fand im Juli 1972 am Salzburgring statt, gefolgt von der Händlervorführung im September in Ingolstadt (1.500 Exemplare produziert) und der Publikumspremiere am Pariser Autosalon.
Der EA827-Motor mit obenliegender Nockenwelle und Tassenstößeln hatte eine Zwischenwelle für Zündverteiler und Ölpumpe. Mit einem Leergewicht von nur 900 kg (100-PS-Version) und sparsamen Motoren wurde der Audi 80 nach der Ölpreiskrise 1973 ein Verkaufserfolg. Das Fahrwerk mit MacPherson-Federbein vorn und Torsionskurbelachse hinten (mit Panhardstab, Schraubenfedern und Teleskopstoßdämpfern) sowie der negative Lenkrollradius setzte Maßstäbe. Das gemischte Bremssystem und die Zahnstangenlenkung waren zeitgemäß.
Der erste Audi 80 kam im Juni 1972 in den Handel. Sein modernes Konzept mit den neu entwickelten Motoren wurde richtungsweisend für die Audi- und VW-Modelle der 1970er Jahre. Der neu konstruierte Motor (EA827) mit obenliegender Nockenwelle und Tassenstößeln hatte noch eine Zwischenwelle zum Antrieb des Zündverteilers und der Zahnrad-Ölpumpe. Weil der Wagen sehr leicht (die 100-PS-Version wog nur 900 kg) und die Motoren für die damalige Zeit sehr sparsam waren, war der Audi 80 nach der ersten Ölpreiskrise 1973 ein großer Verkaufserfolg. Am schraubengefederten Fahrwerk mit Torsionskurbelachse fand vor allem der negative Lenkrollradius Beachtung.
VW war mit seinen Heckmotorfahrzeugen in Käfer-Tradition Anfang der 1970er Jahre in eine schwere Krise geraten, die durch neue wassergekühlte Modelle mit Audi-Technik überwunden werden konnte. Das erste VW-Modell mit Audi-Motoren war der im Frühjahr 1973 vorgestellte VW Passat. Bis zur B-Säule waren der Audi 80 B1 und der VW Passat B1 im Wesentlichen baugleich. Außer im Passat wurden die Audi-Motoren auch im VW Scirocco und VW Golf (beide ab Frühjahr 1974) verwendet und bildeten fortan für lange Jahre die Basis aller Motoren des Volkswagen-Konzerns. Auch die aktuellen Motoren des Konzerns wie der EA888 haben noch den Zylinderabstand des EA827, mit dem sie ansonsten keine konstruktiven Gemeinsamkeiten teilen, um die etablierten Taktstraßen nutzen zu können.
Ursprünglich hatte Giugiaro mit dem EA 272 einen eigenständigen Passat-Entwurf vorgelegt. Aus Kostengründen wurde aber der Audi 80 als Baukasten-Plattform herangezogen. Beim Passat wurden daher nicht nur die Motoren, sondern auch ein Großteil der Karosserie von Audi übernommen. Der erste Passat war faktisch die Schrägheckversion des Audi 80, den es seinerseits nur mit Stufenheck zu kaufen gab. Bis auf das Schrägheck, die Rechteckscheinwerfer, eine etwas veränderte Hinterachsfederung und weitere kleine Karosseriedetails war der VW Passat mit dem Audi 80 baugleich. In den USA wurde der Audi 80 als Audi Fox verkauft, eine Kombivariante hieß Audi Fox Station Wagon. Dieser war mit dem VW Passat Variant prinzipiell baugleich, wurde jedoch in Ingolstadt produziert.
Das Design war schlicht und kantig: zwei- oder viertürige Stufenhecklimousine mit runden Einzelscheinwerfern (Doppelscheinwerfer bei GL/GT), schwarzem Vollgrill mit Chromrahmen, niedriger Gürtellinie, großer Glasfläche und rechteckigen Rückleuchten mit gebogenen Außenkanten. Mit 4,18 m Länge war er 20,5 cm kürzer als der F103, bot aber mehr Platz (Kofferraum: 450 Liter). Die Basisplattform wurde für die Passat genutzt, deren Zwei-Box-Design die Alternative zum Audi-Stufenheck war. Der Innenraum hatte eine einfache Kunststoff-Armaturentafel, zwei Rundinstrumente (Tachometer, Anzeigen), eine zentrale Uhr und vordere Liegesitze. Die Verarbeitung war für die Mittelklasse solide, aber noch weit vom später angestrebten Premium-Image entfernt.
Motoren beim Debüt:
- 1.3: 1.297 cm³, 40 kW (55 PS);
- 1.5: 1.471 cm³, 55 kW (75 PS) oder 63 kW (85 PS).

Serienmäßig gab es ein 4-Gang-Schaltgetriebe, optional (für 1.5) ein 3-Gang-Automatikgetriebe. Ausstattungen waren Basis/L (1.3), S/LS (1.5, 75 PS) und GL (1.5, 85 PS), wobei GL Extras wie Radio, Schiebedach, Klimaanlage, Vinyl-Dach oder Leder bot.
Im Herbst 1972 (Turiner Autosalon) wurden Frühprobleme wie verschleißanfällige Bremsen, eine schwammige Kupplung und Motorundichtigkeiten behoben. Im März 1973 (Genf) kam die Viertürer-Version, die Audi 80 wurde „Auto des Jahres“. Ende 1973 debütierte die Audi Fox in den USA/Südafrika (56 PS) mit einer exklusiven Kombi und die GT (1.6, 74 kW/100 PS, nur Zweitürer, gelb-orange, Sportausstattung: Sportlenkrad, -sitze, Tachometer, Öl-/Wassertemperaturanzeige). Im Frühjahr 1974 ersetzte ein Kunststoffgrill den Aluminiumgrill, der 1.5 (75 PS) wurde für Normalbenzin angepasst, und Extras wie elektrischer Scheibenwischer wurden ergänzt. Im September 1975 kam die GTE (1.6, 81 kW/110 PS, Einspritzung, auch Viertürer ab 1976), die GT ablöste; der 1.5 wurde zum 1.6 (55/63 kW), die GL auch mit 75 PS erhältlich.
Bei einer leichten Überarbeitung im Frühjahr 1974 wurde der Kühlergrill aus Aluminium durch einen aus Kunststoff ersetzt.
Zum Modelljahr 1975 entfielen die Schlitze der Zwangsentlüftung in der C-Säule und die Stoßstangen erhielten an den Ecken schwarze Kunststoffkappen.

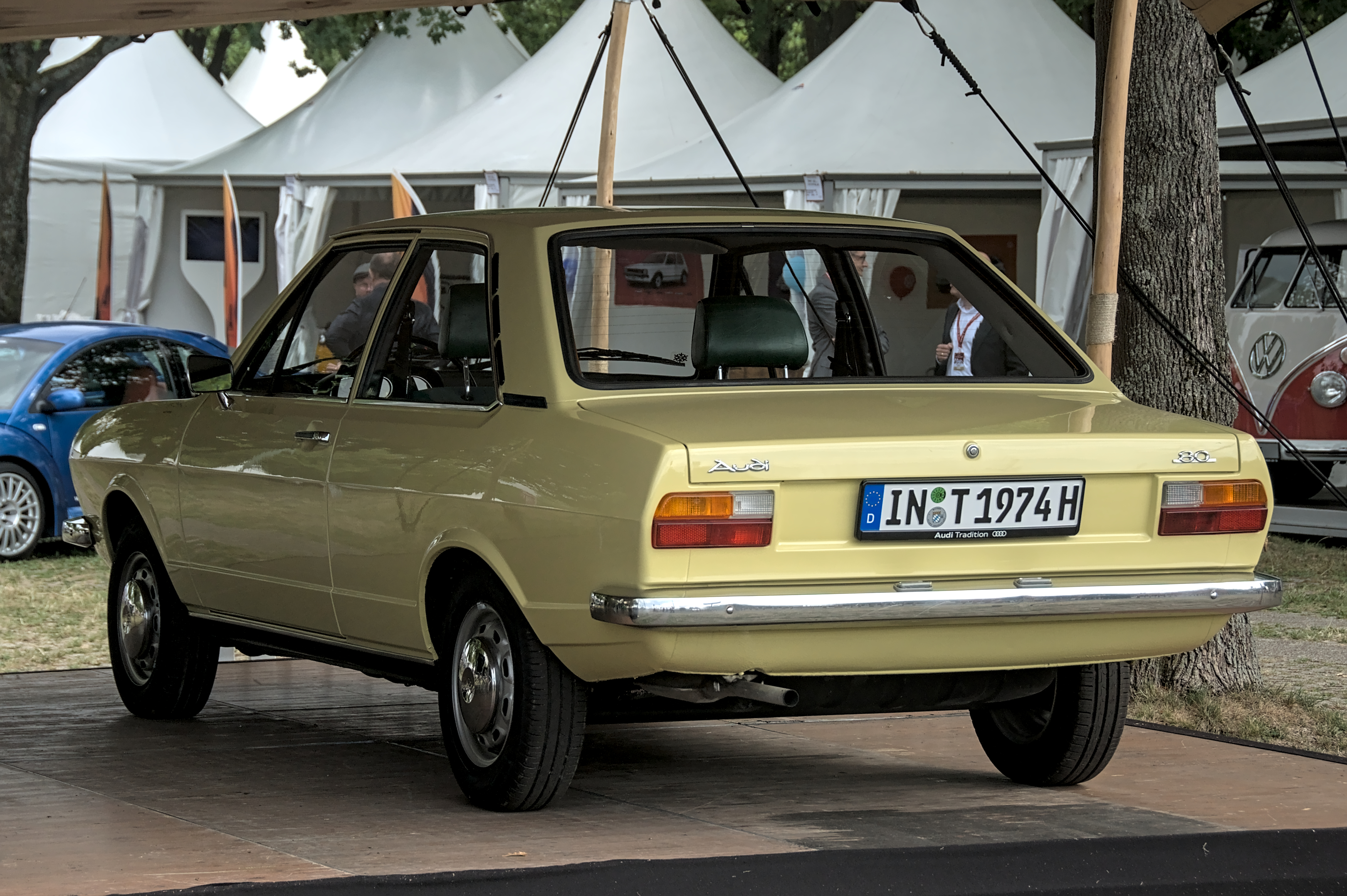
Heckansicht (1972–1974)
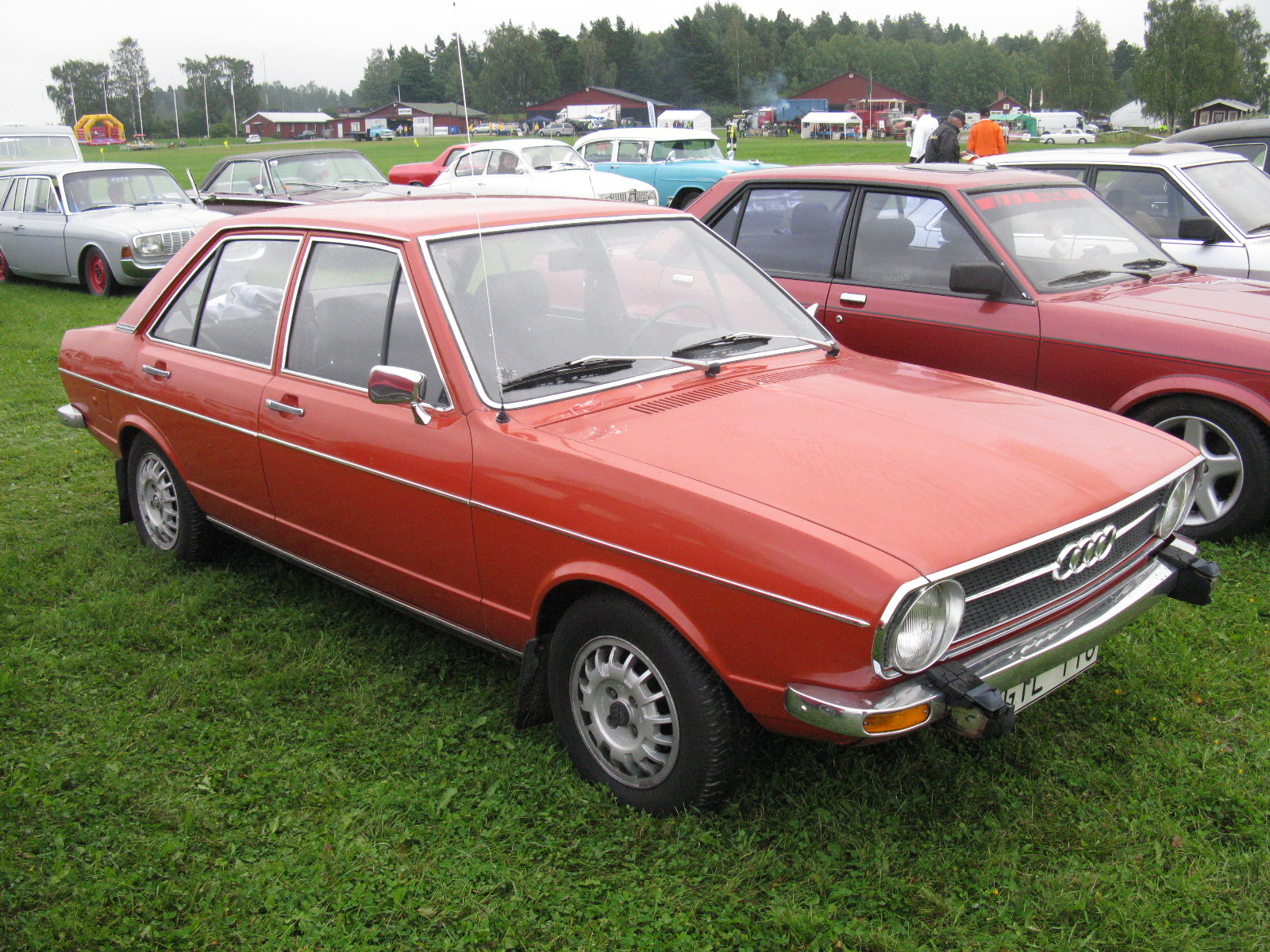
Audi 80 LS als Viertürer
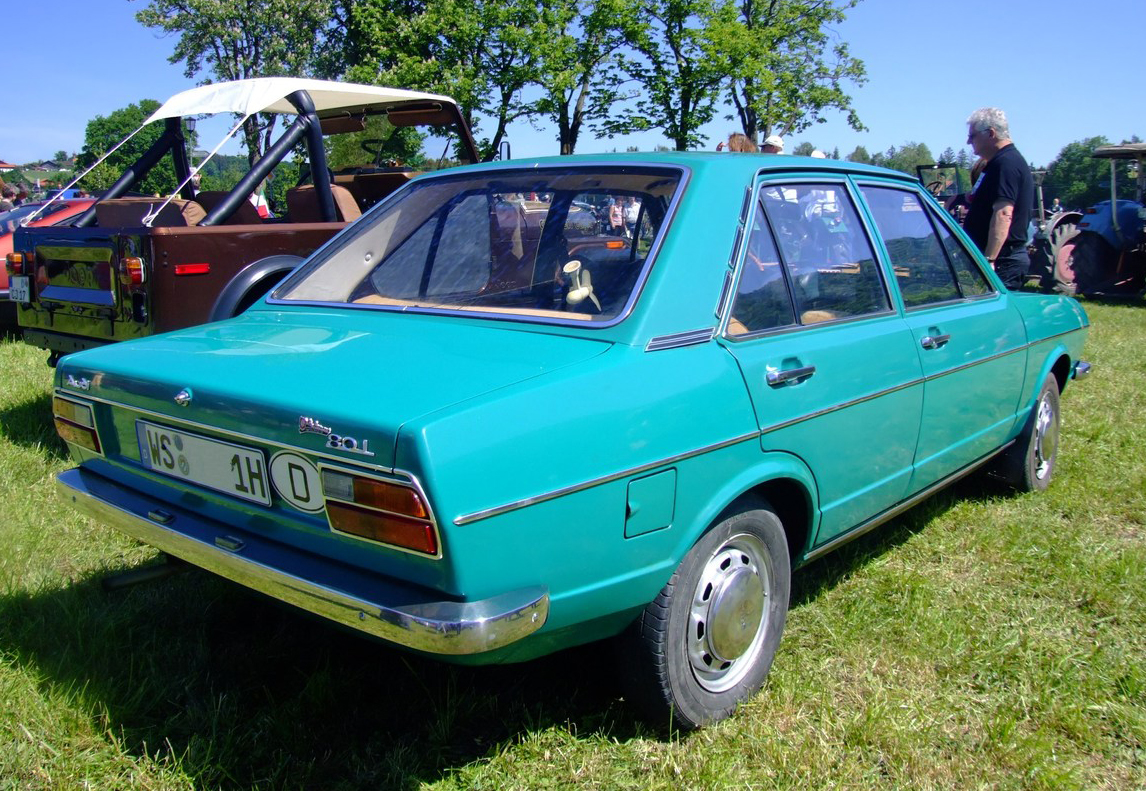
Audi 80 als Viertürer
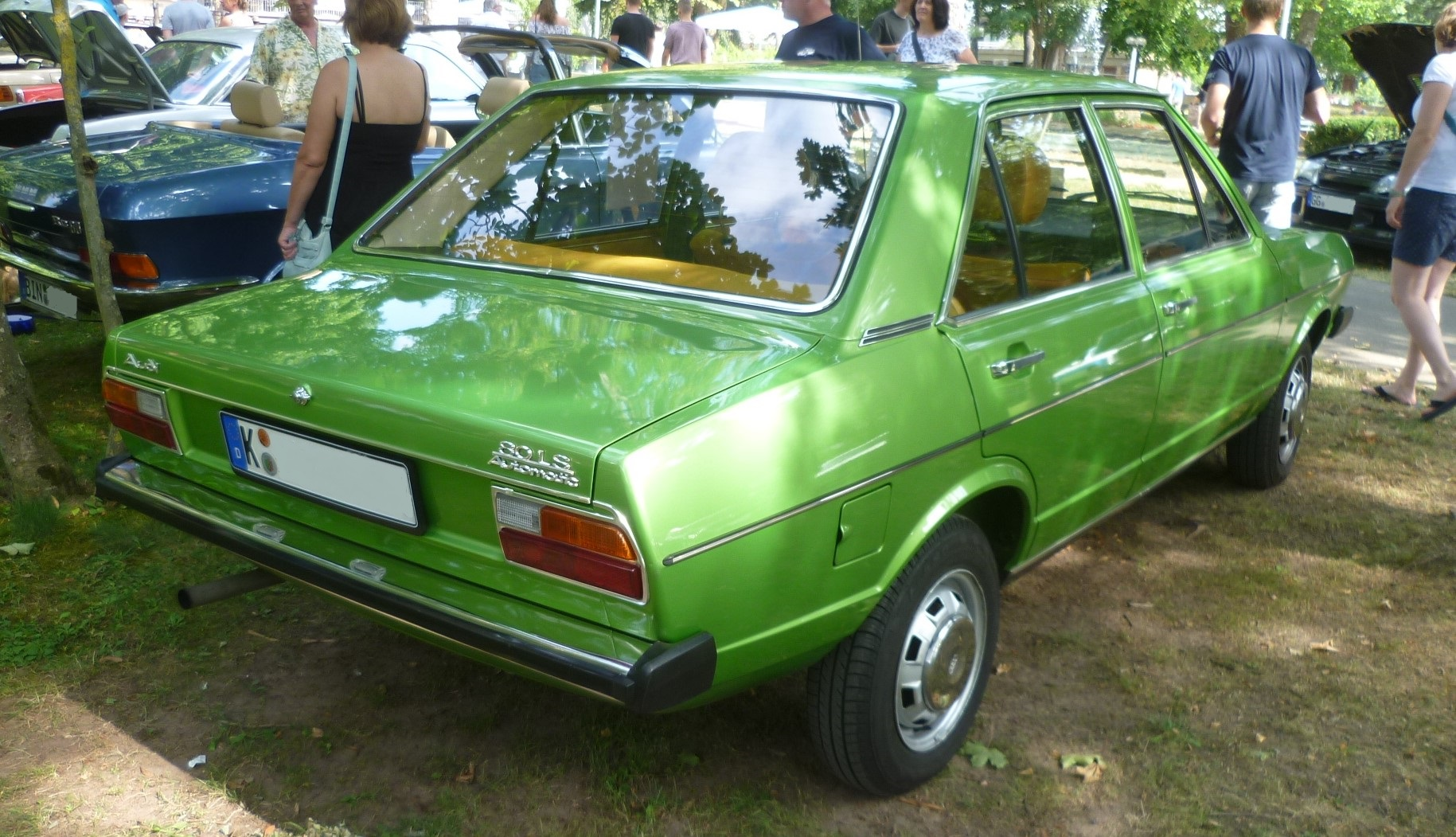
Heckansicht (1974–1976)
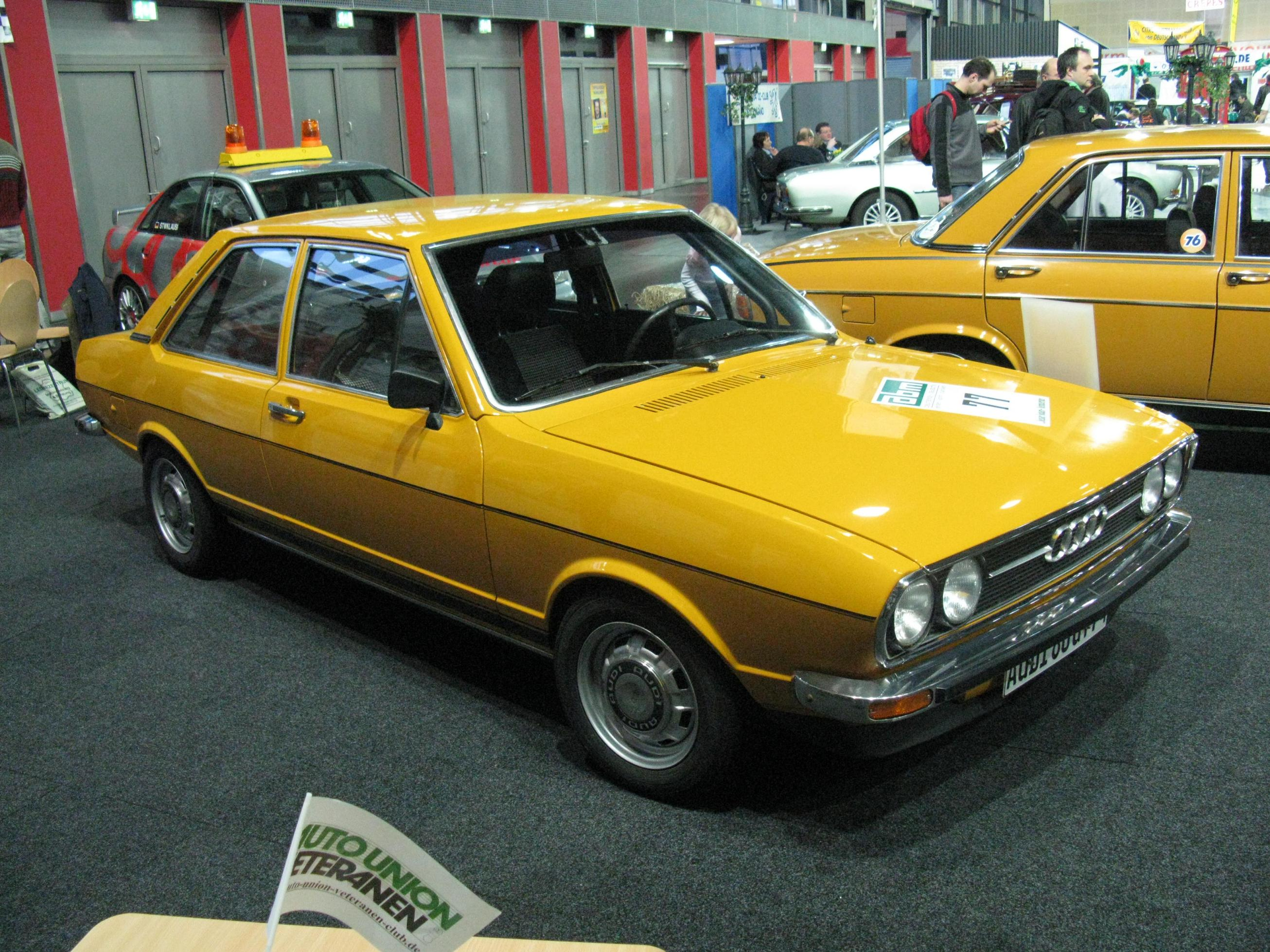
Audi 80 GTE als Zweitürer
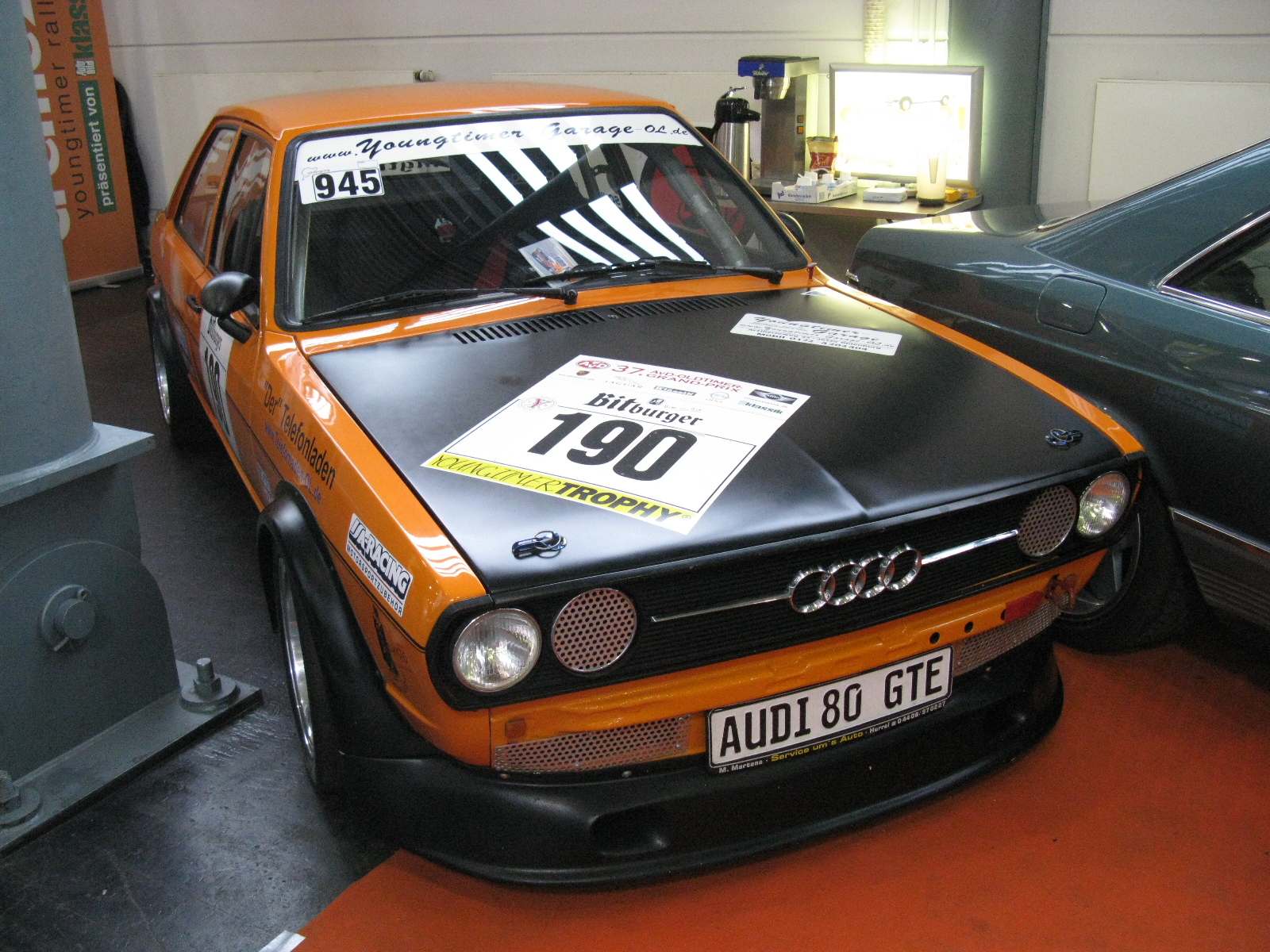
Audi 80 GTE im historischen Rennsport
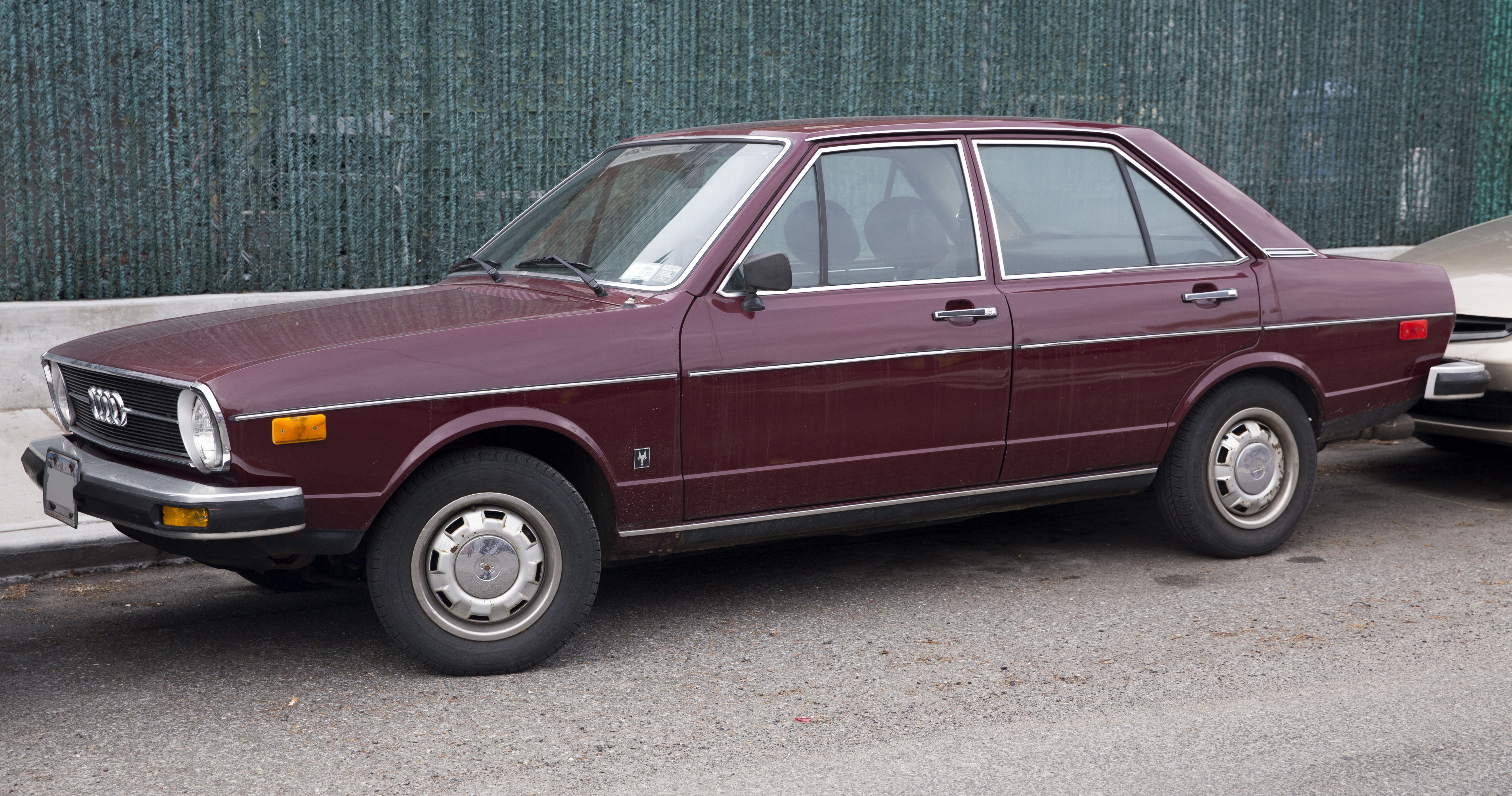
Audi Fox (US-Modell)
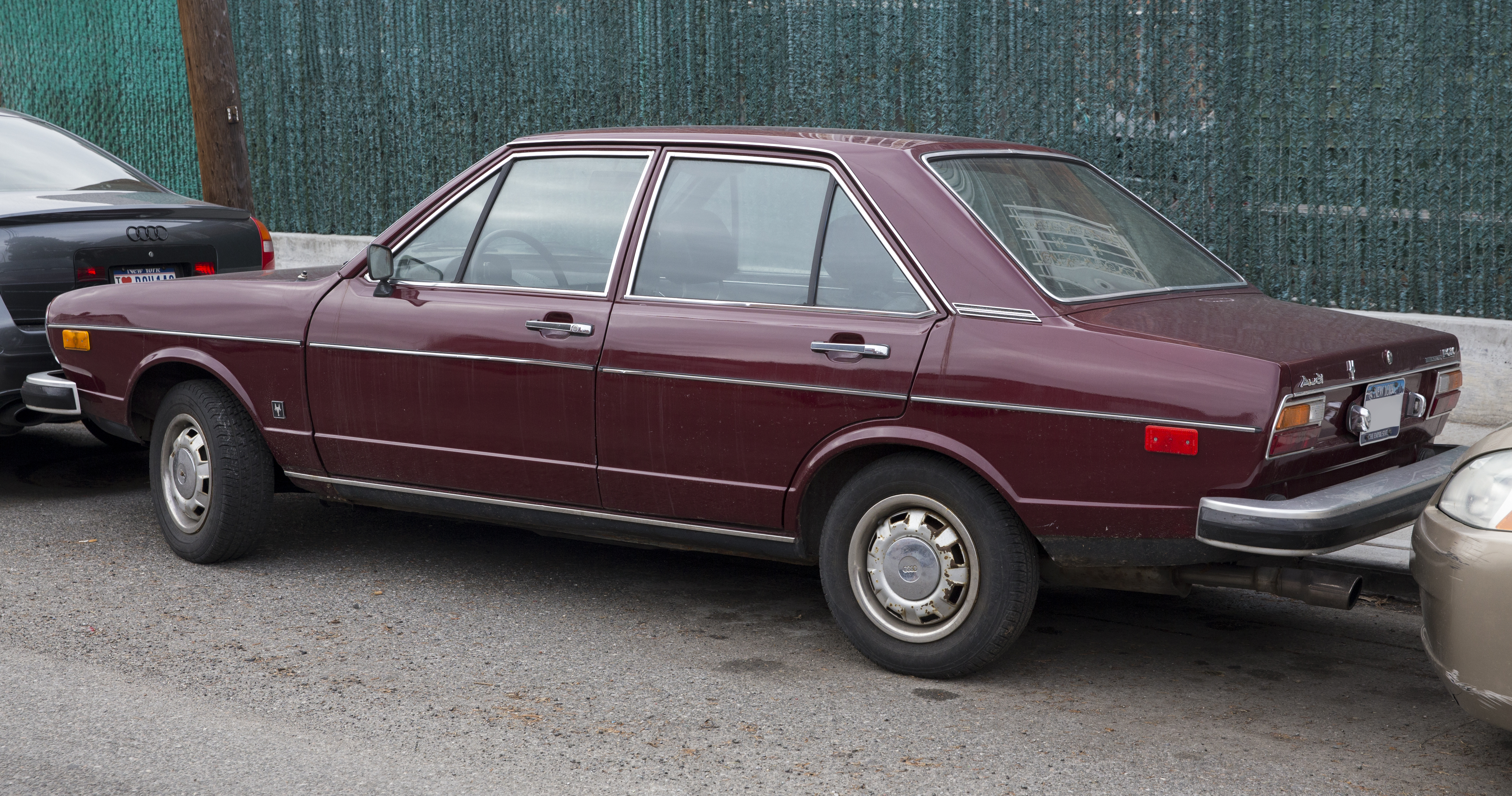
Audi Fox (US-Modell)
Audi 80 GL Estate im Sikumuseum Stadtlohn
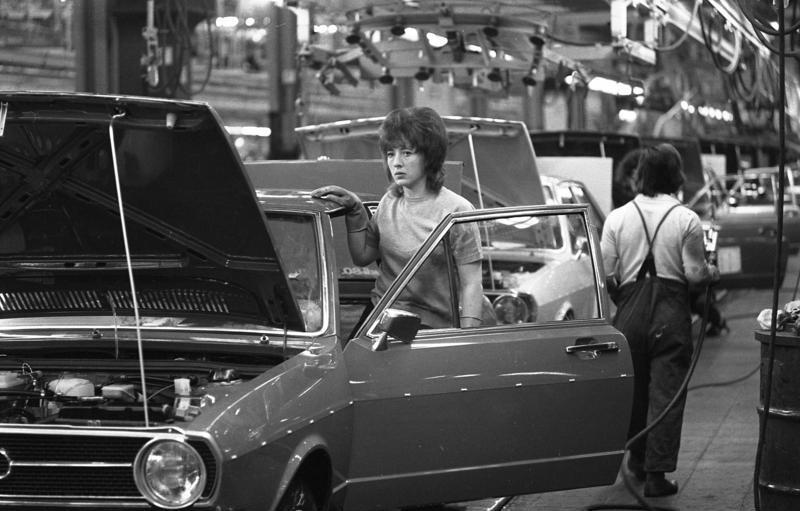
Die Montage des Audi 80 erfolgte auch im Volkswagenwerk Wolfsburg

### Typ 82 (1976–1978)
Im August 1976 gab es ein größeres Facelift, die interne Bezeichnung lautete nun Typ 82.
Die Karosserie wurde an Front und Heck an den neuen Audi 100 angeglichen, das Motorenprogramm umfasste weiterhin die Motoren des Typ 80 mit 40,5 kW bis 81 kW. Die Variante mit 55 kW hatte wegen US-Abgasvorschriften statt 1,5 Liter Hubraum nun 1,6 Liter. Die Modelle mit 55 kW und 63 kW (85 PS) konnten nun mit mehreren Ausstattungslinien kombiniert werden, die Modellbezeichnungen lauteten entsprechend S/LS/GLS.
Das Modell für den US-Markt wurde nach wie vor als Audi Fox bezeichnet; auch der Typ 82 wurde in der Kombi-Version als Variant angeboten. Ein solcher Kombi ist 2012 in die Sammlung des firmeneigenen Museums der Audi AG aufgenommen worden. Während der Fox über den Vertriebskanal Porsche+Audi vermarktet wurde, gelangte das Schwestermodell, der VW Dasher Variant, über den VW-Vertriebskanal auf den US-Markt. Der europäische Audi 80 GTE hieß im US-Markt Audi Fox GTI.
In Großbritannien und Südafrika war der Audi 80 Station Estate jedoch nach wie vor erhältlich. In geringer Stückzahl wurde diese Version mit einer applizierten Holzfolie auf der Fahrzeugflanke versehen. Für den in Brasilien bis 1988 gefertigten VW Passat B1 übernahm VW die Frontpartie des Typ 82, lediglich das Audi-Logo wurde durch ein VW-Emblem ersetzt.
In Deutschland war ab Januar 1978 noch das Sondermodell „Millionär“, ausschließlich in Silbermetallic, erhältlich. Kurz vor dem Auslaufen der Serie wurde noch der „Super 80“ präsentiert, der mit GTE-Ausstattung in den Leistungsstufen mit 55, 75 oder 85 PS sowie in drei Farben (rot-, blau- und silbermetallic) erhältlich und auf jeweils 750 Stück limitiert war. Alle „Super 80“ wurden nur im August 1978 kurz vor der Umstellung auf das Nachfolgemodell produziert.
Nach 1.103.766 produzierten Einheiten wurde der Audi 80 B1 schließlich Ende August 1978 durch den Audi 80 B2 (Typ 81) abgelöst. Da der B1 am Markt äußerst erfolgreich gewesen war, orientierte sich der B2 am technischen Layout des B1, allerdings mit Zuwachs bei den äußeren Abmessungen.

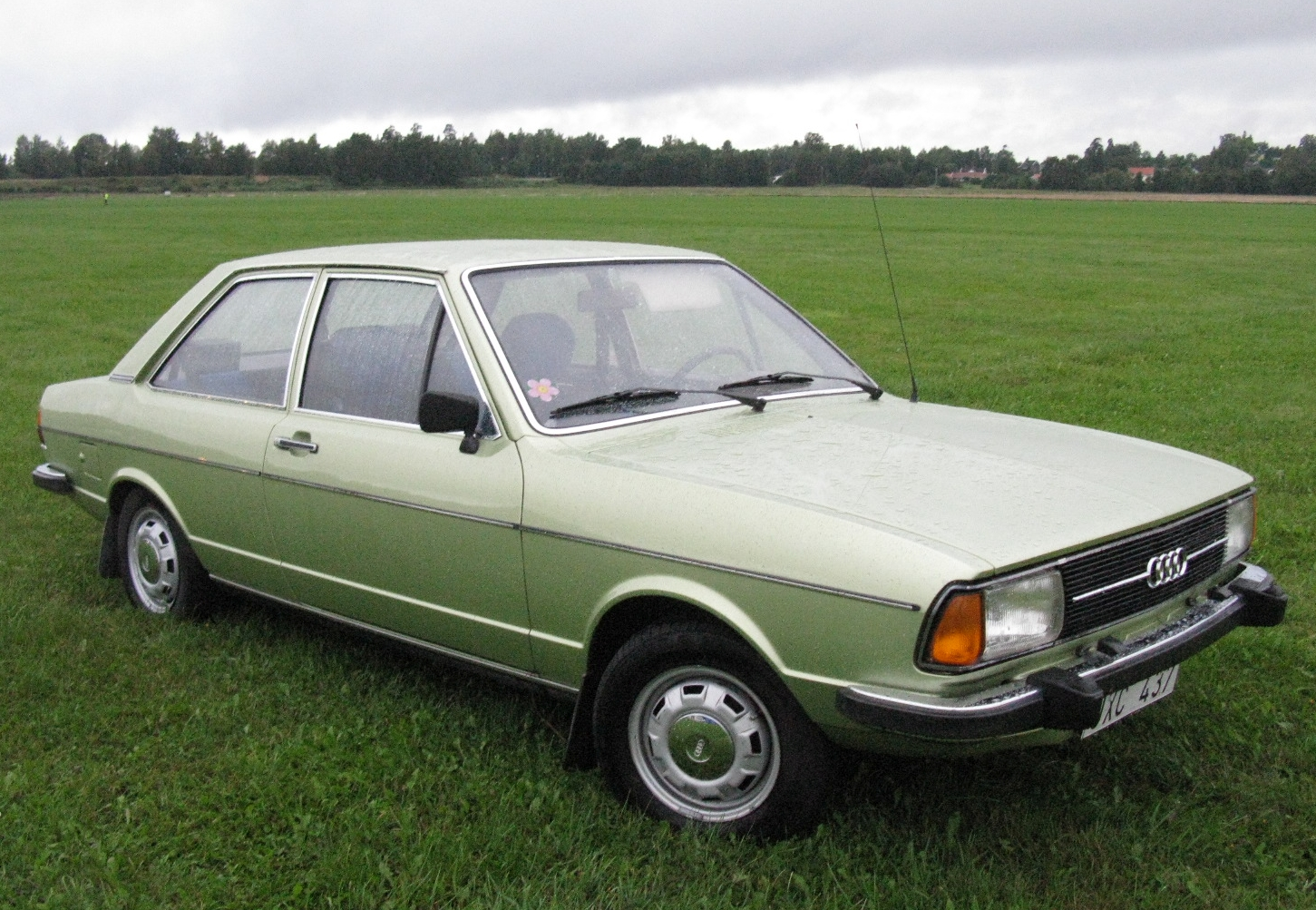
Audi 80
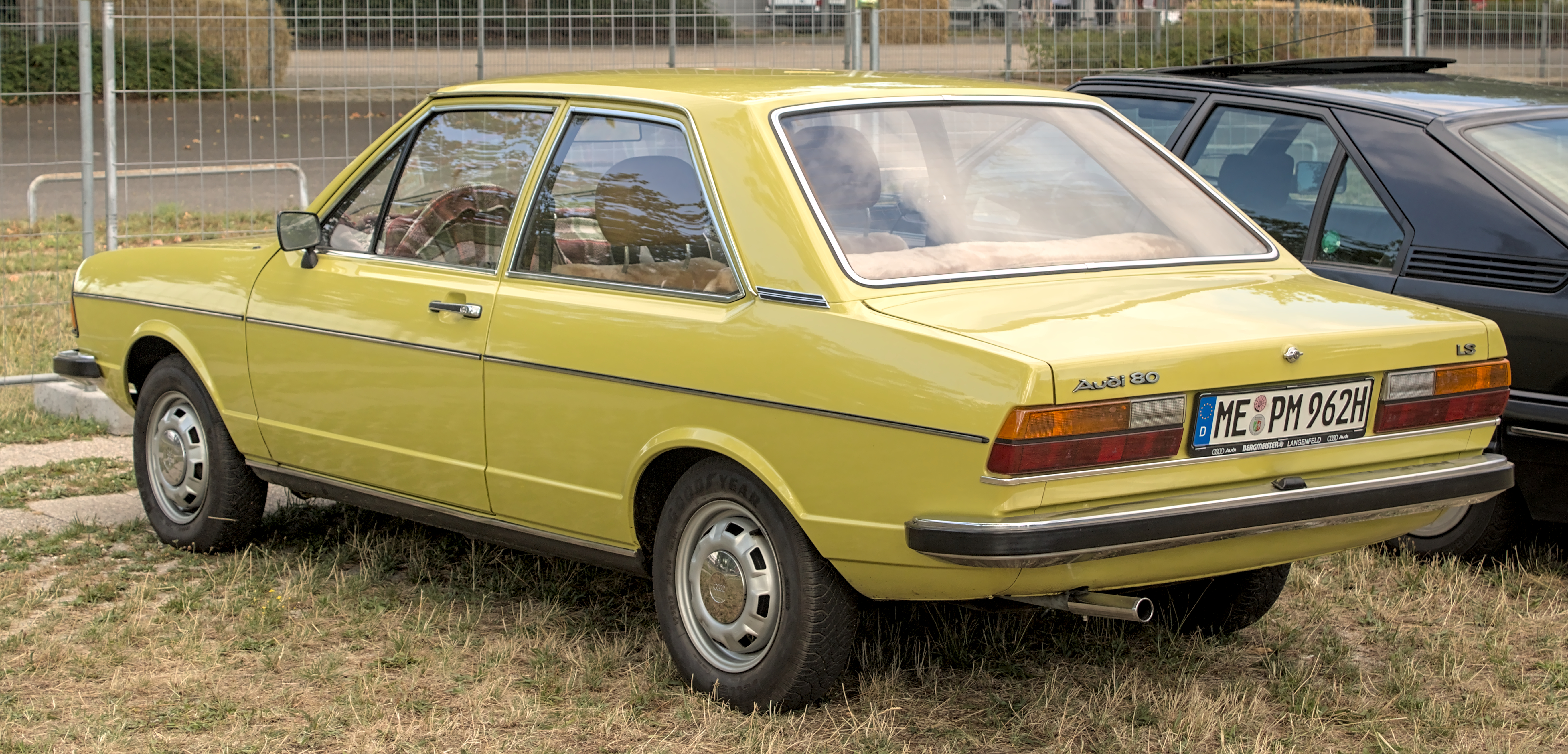
Audi 80, Heckansicht Zweitürer
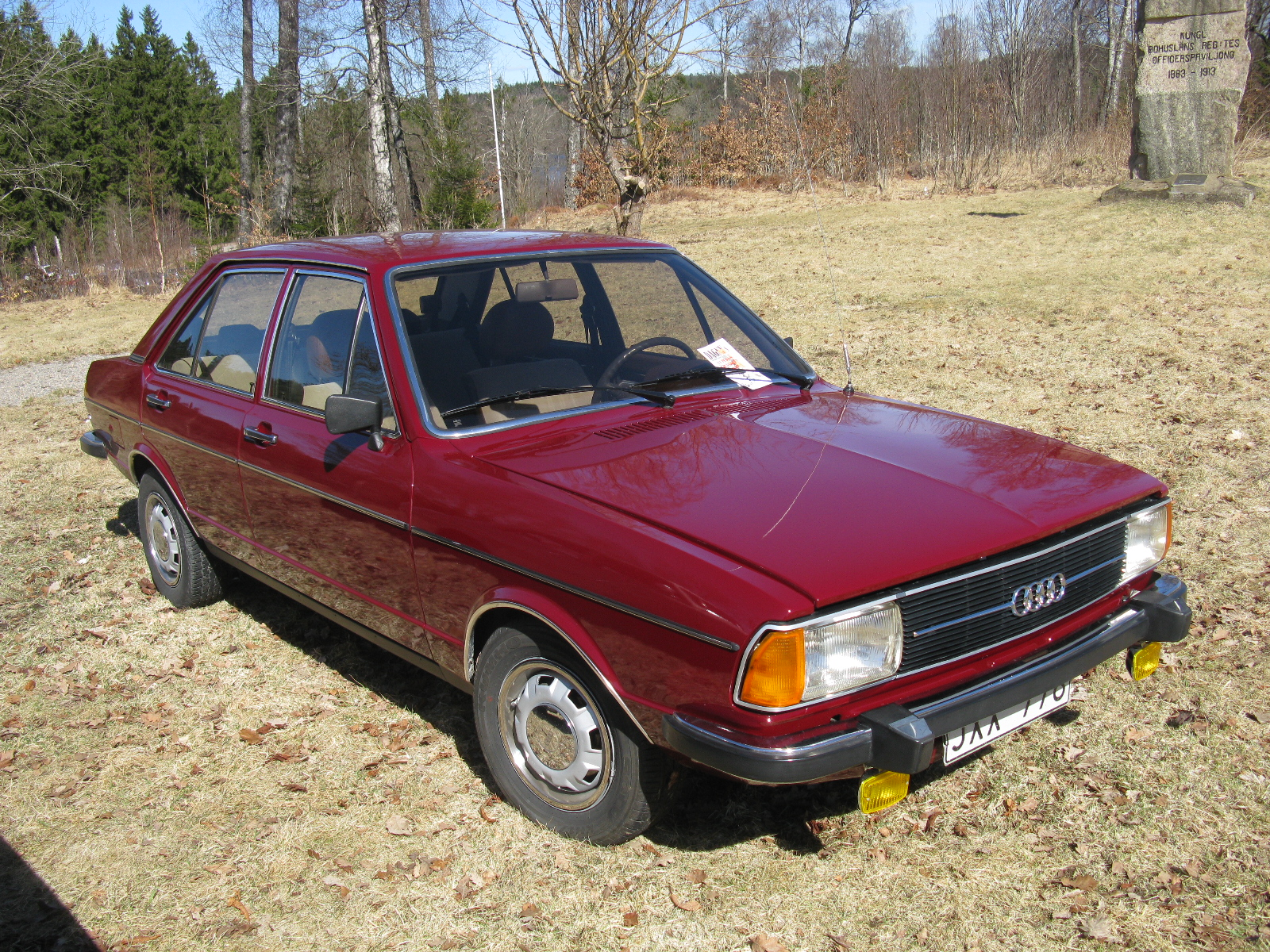
Audi 80 GLS 1977, Viertürer
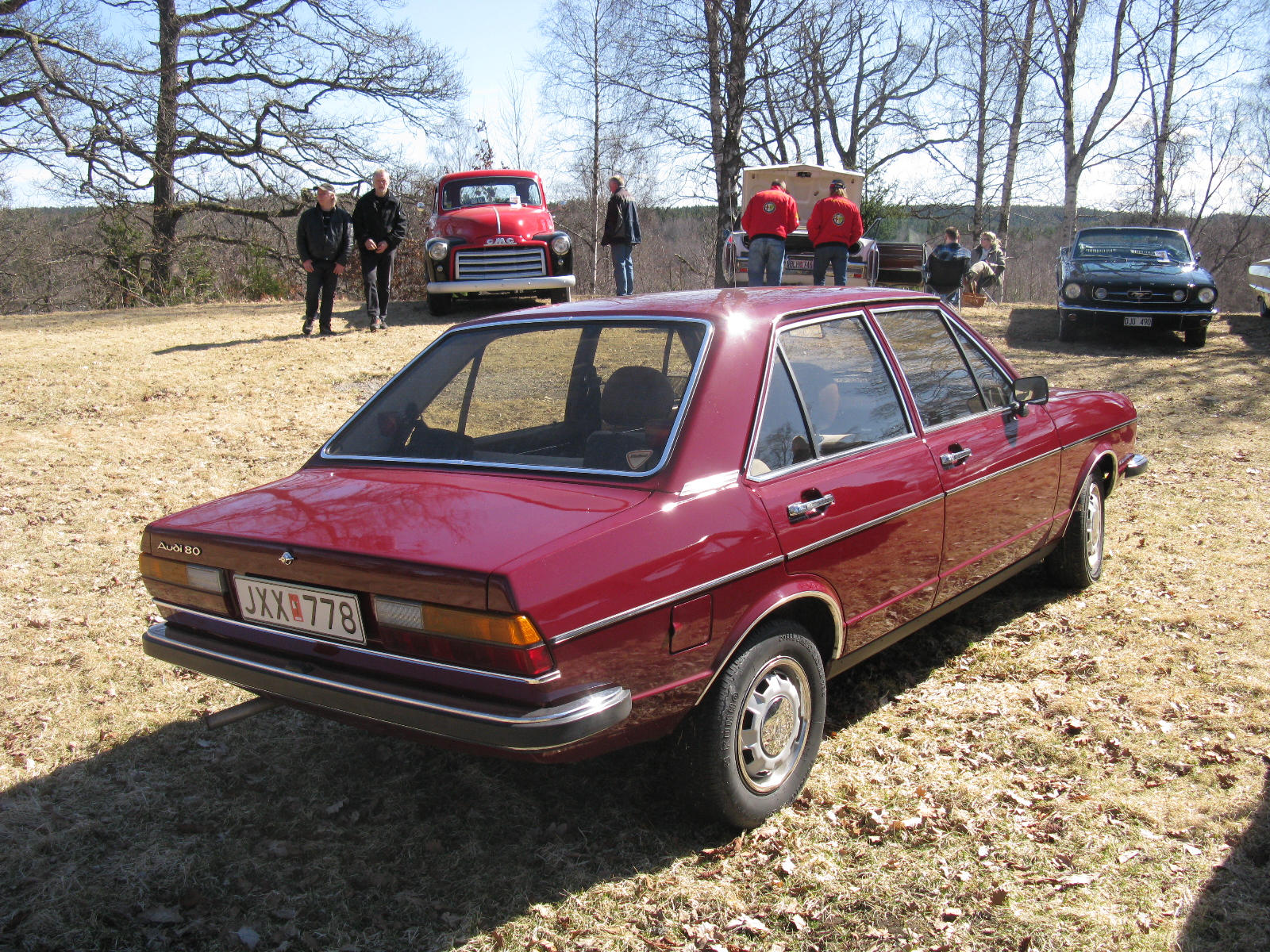
Audi 80 GLS 1977, Heckansicht Viertürer
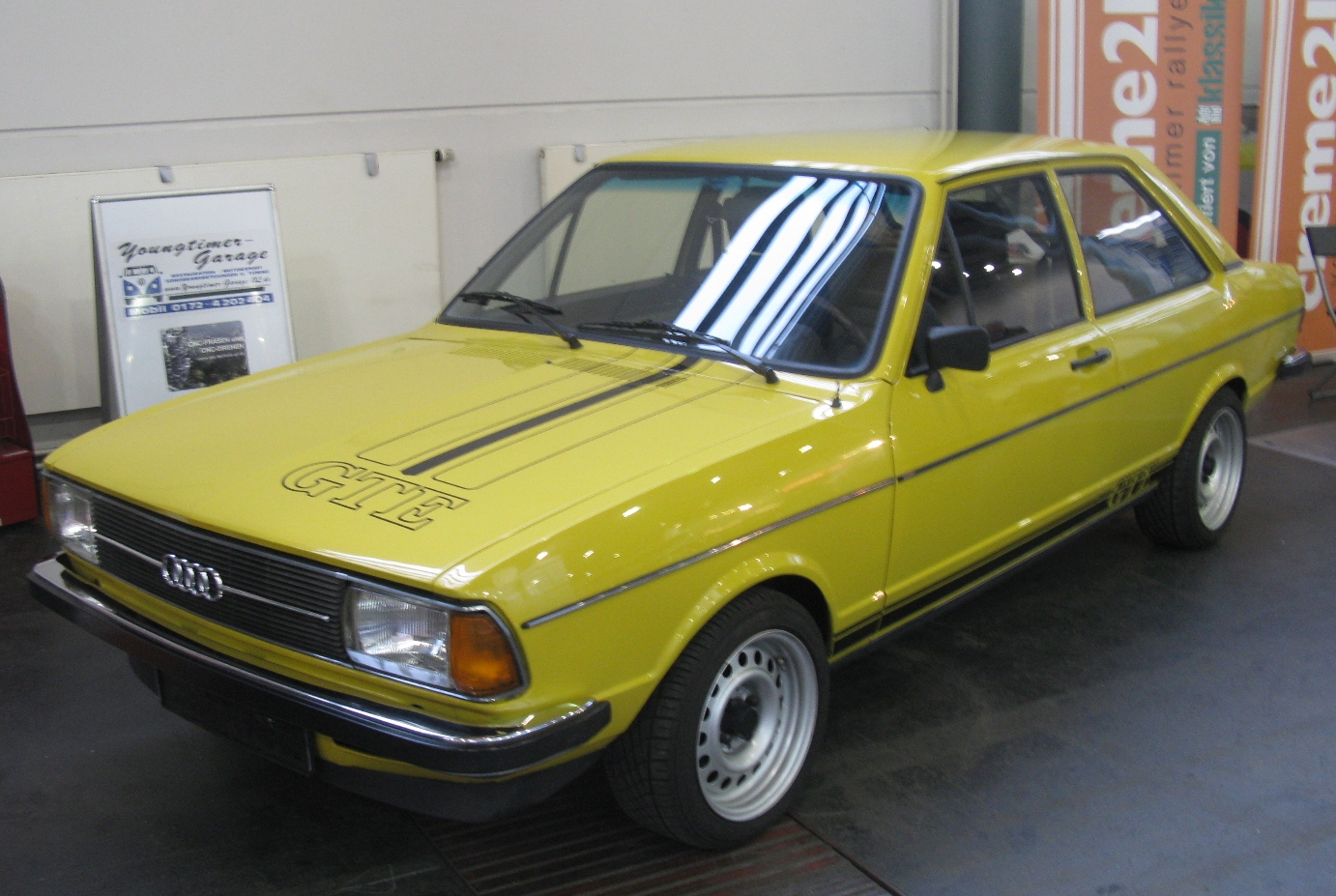
Audi 80 GTE
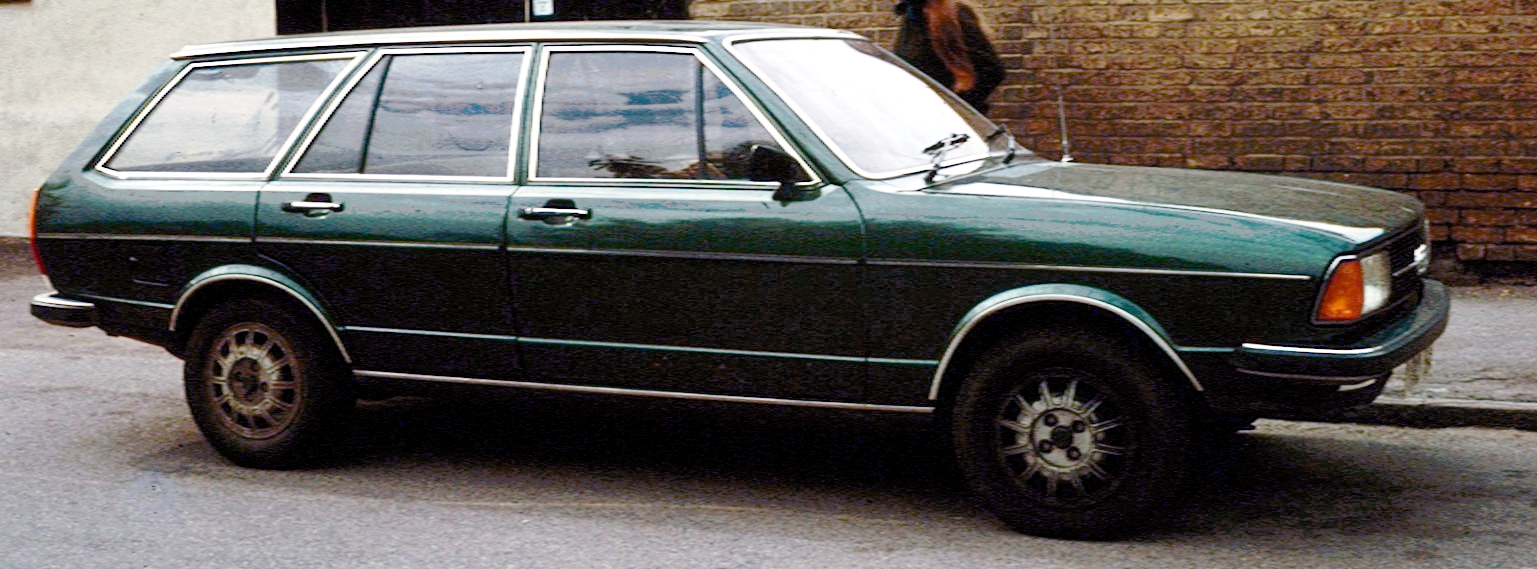
Audi 80 Station Estate (UK-Version)

## Varianten
| Modell                                                                                   | Motorleistung  |
| ---------------------------------------------------------------------------------------- | -------------- |
| Audi 80, Audi 80 L (1972–1978)                                                           | 40 kW (55 PS)  |
| Audi 80 S (1972–1975) Audi 80 LS (1972–1978) Audi 80 GLS (1975–1978)                     | 55 kW (75 PS)  |
| Audi 80 GL (1972–1975) Audi 80 LS (1976–1978) Audi 80 GLS (1976–1978) Audi 80 GLX (1978) | 63 kW (85 PS)  |
| Audi 80 GT (1973–1975)                                                                   | 74 kW (100 PS) |
| Audi 80 GTE (1975–1978)                                                                  | 81 kW (110 PS) |

„L“, „GL“ und „GT“ bezeichneten die Ausstattungsvariante, „S“ und „E“ die Motorisierung.

## Technische Daten
|                                 | 80 (L) | 80 S, LS | 80 GL | 80 GT | 80 S, LS, GL1 | 80 GL2 | 80 GTE |                                       |
| ------------------------------- | --- | --- | --- | --- | --- | --- | --- | ------------------------------------- |
| Motortyp                        | VW EA827 | VW EA827 | VW EA827 | VW EA827 | VW EA827 | VW EA827 | VW EA827 |                                       |
| Motorbauart                     | Wassergekühlter Vierzylinder-Viertaktottoreihenmotor, längs eingebaut um 20 Grad nach rechts geneigt fünffach gelagerte Kurbelwelle, obenliegende Nockenwelle über Zahnriemen angetrieben Druckumlaufschmierung (74- und 81-kW-Motor: Aluölwanne mit Kühlrippen ohne separaten Ölkühler wie beim Golf/Scirocco GTI/GLi) | Wassergekühlter Vierzylinder-Viertaktottoreihenmotor, längs eingebaut um 20 Grad nach rechts geneigt fünffach gelagerte Kurbelwelle, obenliegende Nockenwelle über Zahnriemen angetrieben Druckumlaufschmierung (74- und 81-kW-Motor: Aluölwanne mit Kühlrippen ohne separaten Ölkühler wie beim Golf/Scirocco GTI/GLi) | Wassergekühlter Vierzylinder-Viertaktottoreihenmotor, längs eingebaut um 20 Grad nach rechts geneigt fünffach gelagerte Kurbelwelle, obenliegende Nockenwelle über Zahnriemen angetrieben Druckumlaufschmierung (74- und 81-kW-Motor: Aluölwanne mit Kühlrippen ohne separaten Ölkühler wie beim Golf/Scirocco GTI/GLi) | Wassergekühlter Vierzylinder-Viertaktottoreihenmotor, längs eingebaut um 20 Grad nach rechts geneigt fünffach gelagerte Kurbelwelle, obenliegende Nockenwelle über Zahnriemen angetrieben Druckumlaufschmierung (74- und 81-kW-Motor: Aluölwanne mit Kühlrippen ohne separaten Ölkühler wie beim Golf/Scirocco GTI/GLi) | Wassergekühlter Vierzylinder-Viertaktottoreihenmotor, längs eingebaut um 20 Grad nach rechts geneigt fünffach gelagerte Kurbelwelle, obenliegende Nockenwelle über Zahnriemen angetrieben Druckumlaufschmierung (74- und 81-kW-Motor: Aluölwanne mit Kühlrippen ohne separaten Ölkühler wie beim Golf/Scirocco GTI/GLi) | Wassergekühlter Vierzylinder-Viertaktottoreihenmotor, längs eingebaut um 20 Grad nach rechts geneigt fünffach gelagerte Kurbelwelle, obenliegende Nockenwelle über Zahnriemen angetrieben Druckumlaufschmierung (74- und 81-kW-Motor: Aluölwanne mit Kühlrippen ohne separaten Ölkühler wie beim Golf/Scirocco GTI/GLi) | Wassergekühlter Vierzylinder-Viertaktottoreihenmotor, längs eingebaut um 20 Grad nach rechts geneigt fünffach gelagerte Kurbelwelle, obenliegende Nockenwelle über Zahnriemen angetrieben Druckumlaufschmierung (74- und 81-kW-Motor: Aluölwanne mit Kühlrippen ohne separaten Ölkühler wie beim Golf/Scirocco GTI/GLi) |                                       |
| Gemischerzeugung                | Solex-Fallstromvergaser mit Startautomatik | Solex-Fallstromvergaser mit Startautomatik | Fallstrom-Registervergaser mit Startautomatik | Fallstrom-Registervergaser mit Startautomatik | Solex-Fallstromvergaser mit Startautomatik | Fallstrom-Registervergaser mit Startautomatik | Saugrohreinspritzung Bosch K-Jetronic | Saugrohreinspritzung Bosch K-Jetronic |
| Hubraum                         | 1297 cm³ | 1471 cm³ | 1471 cm³ | 1588 cm³ | 1588 cm³ | 1588 cm³ | 1588 cm³ |                                       |
| Bohrung × Hub                   | 75,0 × 73,4 mm | 76,5 × 80,0 mm | 76,5 × 80,0 mm | 79,5 × 80,0 mm | 79,5 × 80,0 mm | 79,5 × 80,0 mm | 79,5 × 80,0 mm |                                       |
| max. Leistung kW (PS) bei 1/min | 40 (55) 5500 | 55 (75) 5800 | 63 (85) 5800 | 74 (100) 6000 | 55 (75) 5600 | 63 (85) 5600 | 81 (110) 6100 |                                       |
| max. Drehmoment Nm bei 1/min    | 92 bei 2500 | 114 bei 3500 | 121 bei 4000 | 131 bei 4000 | 118 bei 3200 | 124 bei 3200 | 137 bei 5000 |                                       |
| Getriebe                        | Vollsynchronisiertes Viergang-Schaltgetriebe hinter der Vorderachse, a. W. Dreigang-Automatikgetriebe mit hydraulischem Wandler (nur 55 und 63 kW) | Vollsynchronisiertes Viergang-Schaltgetriebe hinter der Vorderachse, a. W. Dreigang-Automatikgetriebe mit hydraulischem Wandler (nur 55 und 63 kW) | Vollsynchronisiertes Viergang-Schaltgetriebe hinter der Vorderachse, a. W. Dreigang-Automatikgetriebe mit hydraulischem Wandler (nur 55 und 63 kW) | Vollsynchronisiertes Viergang-Schaltgetriebe hinter der Vorderachse, a. W. Dreigang-Automatikgetriebe mit hydraulischem Wandler (nur 55 und 63 kW) | Vollsynchronisiertes Viergang-Schaltgetriebe hinter der Vorderachse, a. W. Dreigang-Automatikgetriebe mit hydraulischem Wandler (nur 55 und 63 kW) | Vollsynchronisiertes Viergang-Schaltgetriebe hinter der Vorderachse, a. W. Dreigang-Automatikgetriebe mit hydraulischem Wandler (nur 55 und 63 kW) | Vollsynchronisiertes Viergang-Schaltgetriebe hinter der Vorderachse, a. W. Dreigang-Automatikgetriebe mit hydraulischem Wandler (nur 55 und 63 kW) |                                       |
| Antrieb                         | Frontantrieb | Frontantrieb | Frontantrieb | Frontantrieb | Frontantrieb | Frontantrieb | Frontantrieb |                                       |
| Lenkung                         | Zahnstangenlenkung, negativer Lenkrollradius | Zahnstangenlenkung, negativer Lenkrollradius | Zahnstangenlenkung, negativer Lenkrollradius | Zahnstangenlenkung, negativer Lenkrollradius | Zahnstangenlenkung, negativer Lenkrollradius | Zahnstangenlenkung, negativer Lenkrollradius | Zahnstangenlenkung, negativer Lenkrollradius |                                       |
| Vorderachse                     | MacPherson-Federbeine, Dreieckslenker, Querstabilisator, Scheibenbremsen | MacPherson-Federbeine, Dreieckslenker, Querstabilisator, Scheibenbremsen | MacPherson-Federbeine, Dreieckslenker, Querstabilisator, Scheibenbremsen | MacPherson-Federbeine, Dreieckslenker, Querstabilisator, Scheibenbremsen | MacPherson-Federbeine, Dreieckslenker, Querstabilisator, Scheibenbremsen | MacPherson-Federbeine, Dreieckslenker, Querstabilisator, Scheibenbremsen | MacPherson-Federbeine, Dreieckslenker, Querstabilisator, Scheibenbremsen |                                       |
| Hinterachse                     | Torsionskurbelachse, Panhardstab zur Seitenführung hydraulische Teleskopstoßdämpfer mit Schraubenfedern, Trommelbremsen, Ø 180 mm (bei Automatikgetriebe, GT und GTE: Ø 200 mm) | Torsionskurbelachse, Panhardstab zur Seitenführung hydraulische Teleskopstoßdämpfer mit Schraubenfedern, Trommelbremsen, Ø 180 mm (bei Automatikgetriebe, GT und GTE: Ø 200 mm) | Torsionskurbelachse, Panhardstab zur Seitenführung hydraulische Teleskopstoßdämpfer mit Schraubenfedern, Trommelbremsen, Ø 180 mm (bei Automatikgetriebe, GT und GTE: Ø 200 mm) | Torsionskurbelachse, Panhardstab zur Seitenführung hydraulische Teleskopstoßdämpfer mit Schraubenfedern, Trommelbremsen, Ø 180 mm (bei Automatikgetriebe, GT und GTE: Ø 200 mm) | Torsionskurbelachse, Panhardstab zur Seitenführung hydraulische Teleskopstoßdämpfer mit Schraubenfedern, Trommelbremsen, Ø 180 mm (bei Automatikgetriebe, GT und GTE: Ø 200 mm) | Torsionskurbelachse, Panhardstab zur Seitenführung hydraulische Teleskopstoßdämpfer mit Schraubenfedern, Trommelbremsen, Ø 180 mm (bei Automatikgetriebe, GT und GTE: Ø 200 mm) | Torsionskurbelachse, Panhardstab zur Seitenführung hydraulische Teleskopstoßdämpfer mit Schraubenfedern, Trommelbremsen, Ø 180 mm (bei Automatikgetriebe, GT und GTE: Ø 200 mm) |                                       |
| Karosserie                      | selbsttragende Stahlblechkarosserie | selbsttragende Stahlblechkarosserie | selbsttragende Stahlblechkarosserie | selbsttragende Stahlblechkarosserie | selbsttragende Stahlblechkarosserie | selbsttragende Stahlblechkarosserie | selbsttragende Stahlblechkarosserie |                                       |
| Höchstgeschwindigkeit in km/h   | 147 | 160 1553 | 168 1633 | 173 | 160 1563 | 170 1663 | 181 |                                       |

1ab 1976 als S, LS, GLS
2ab 1976 als LS und GLS
3mit Automatikgetriebe